# Euzko Gudarostea
Euzko Gudarostea (ortografia moderna: Eusko Gudarostea, "Exército basco") foi o exército comandado pelo Governo Basco durante a Guerra Civil Espanhola. Foi formado por Nacionalistas bascos, socialistas, comunistas e anarquistas sob a direção do lehendakari José Antonio Aguirre e coordenando com o exército da Segunda República Espanhola. Combateu as tropas de Francisco Franco durante 1936 e 1937. Entregou-se ao italiano Corpo Truppe Volontarie em Santoña (província da Cantábria), enquanto o resto do exército Republicano continuou a lutar até 1939. Este evento é chamado de Acordo de Santoña, Pacto de Santoña, ou Traição de Santoña por alguns esquerdistas espanhóis.

## Gudari
A palavra Basca para soldado, gudari (plural gudariak), é um neologismo (de guda, "guerra", significando literalmente "guerreiro"). A palavra Basca Padrão é o soldadu derivado do Romance. Como outros neologismos Nacionalistas Bascos (ikurriña, lendakari), o significado de gudari restringiu-se aos conceitos bascos. A palavra basca para um exército é armada derivada do Romance.

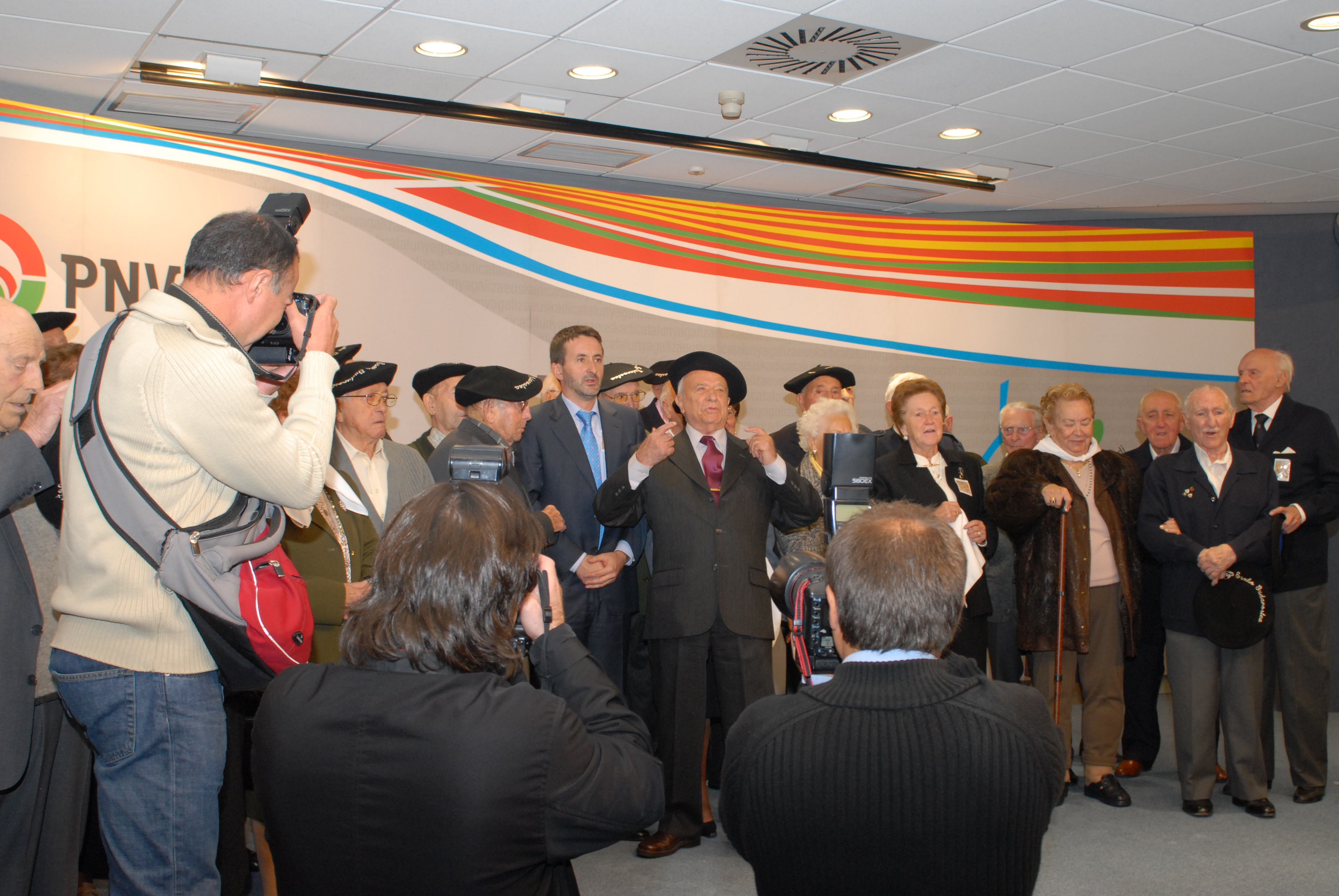
Membros do PNV celebram o Gudari Eguna.

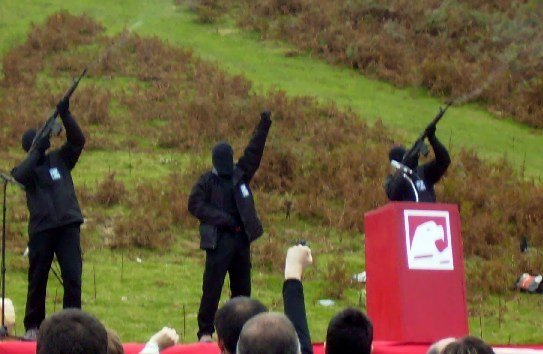
Membros da ETA disparam uma salva de tiros no Gudari Eguna.

Os membros do grupo militante Basco ETA consideram-se gudariak continuando a luta dos soldados Bascos da Guerra Civil. Isto é contestado pelos veteranos de guerra que apoiam o Partido Nacionalista Basco (PNV), o Partido Socialista Operário Espanhol ou o 
Partido Comunista.
O Gudari Eguna ("dia do guerreiro") é assim celebrado separadamente:
- por partidários da ETA a 27 de Setembro, lembrando a data (1975) da execução de Jon Paredes (também conhecido como Txiki) em Cerdanyola del Vallès, Barcelona, e Ángel Otaegui em Burgos.[2]
- pelos partidários do PNV a 9 de Novembro desde 1937.[3]